# 皮爾格林鎮區 (密蘇里州戴德縣)
皮爾格林鎮區（英語：Pilgrim Township）是位於美國密蘇里州戴德縣的一個行政鎮區。

## 地方資料
皮爾格林鎮區的面積為28.66平方千米，當中陸地面積為28.51平方千米，而水域面積為0.15平方千米。根據2020年美國人口普查的數據，當地共有人口172人，而人口密度為每平方千米6人。